# Sportska udruga studenata Studentskog centra Sveučilišta u Mostaru
Sportska udruga studenata Studentskog centra Sveučilišta u Mostaru je športska udruga iz Mostara, BiH.
Djeluje na načelu američkih sveučilišta. Svim športašima koji djeluju unutar nje omogućeno je usporedno baviti se športom i studirati na hrvatskom mostarskom sveučilištu, besplatan smještaj i tri obroka, korištenja fitnesa, te maksimalnog prilagođavanja njihovim studentskim obvezama u Studentskom centru u Mostaru, na glasu kao daleko najboljeg studentskog doma u BiH.
Pri udruzi djeluju malonogometni i košarkaški klub Student, ženski odbojkaški klub Mostar i ragbijaški klub Herceg.